# Waldfriedhof Heerstraße
Le Waldfriedhof Heerstraße (litt. cimetière boisé de la Heerstraße) est un cimetière boisé municipal berlinois situé dans le quartier de Westend à Charlottenbourg-Wilmersdorf. Il occupe une superficie de 129 093 mètres carrés.

## Situation géographique
Le cimetière ne se trouve pas, comme son nom semble l'indiquer, sur la Heerstraße, mais à quelques centaines de mètres au nord de celle-ci autour du Sausuhlensee aux abords du stade olympique. 

## Histoire
Le cimetière a été construit entre 1921 et 1924 pour les besoins des habitants du lotissement de la Heerstraße, d'où son nom.

## Personnalités inhumées
- Wilhelm Ahrens (1878–1956), conseiller municipal, Stadtältester von Berlin
- Michael Althen (1962–2011), journaliste
- Günter Anlauf (1924–2000), sculpteur et graphiste
- Conrad Ansorge (1862–1930), compositeur et pianiste
- Jakob Arjouni, (1964–2013), écrivain
- Hermann Bamberg (1846–1928), conseiller municipal
- Gertrud Bäumer (1873–1954), féministe (cénotaphe)
- Reinhard Baumgart (1929–2003), écrivain et critique littéraire
- Marcus Behmer (1879–1958), graphiste, illustrateur
- Arnold Berliner (1862–1942), physicien
- Werner Bloch (1890–1973), philologue, Stadtältester von Berlin
- Michael Bohnen (1887–1965), Kammersänger
- Karl Bonhoeffer (1868–1948), neurologue
- Jürgen Bortz (1943–2007), statisticien et psychologue
- Alfred Braun (1888–1978), journaliste, directeur du SFB
- Ferdinand Bruckner (1891–1958), écrivain
- Erich Buchholz (1891–1972), peintre et graphiste
- Horst Buchholz (1933–2003), acteur
- Joachim Cadenbach (1925–1992), acteur
- Paul Cassirer (1871–1926), marchand d'art, traducteur et écrivain, pierre tombale par Georg Kolbe
- Christian Chruxin (1937–2006), concepteur graphique
- Helmut Dau (1926–2010), juriste et écrivain
- Theodor Däubler (1876–1934), poète
- Alexander Dehms (1904–1979), Stadtältester von Berlin
- Frida Deman-Leider (1888–1975), Kammersänger
- Günter von Drenkmann (1910–1974), président du sénat et de la cour d'appel
- Bill Drews (1870–1938), juriste, professeur d'université, ministre prussien de l'Intérieur
- Werner Düttmann (1921–1983), architecte
- Tilla Durieux (1880–1971), actrice (près de Paul Cassirer)
- Fritz Dylong (1894–1965), Stadtältester von Berlin
- Edyth Edwards (1899–1956), actrice
- Leonore Ehn (1888–1978), actrice
- Alexander Engel (1902–1968), réalisateur et acteur
- Erich Fiedler (1901–1981), acteur
- Dietrich Fischer-Dieskau (1925–2012), chanteur, chef d'orchestre, écrivain et peintre
- Max Jakob Friedländer (1867–1958), historien d'art
- Curt Goetz (1888–1960), acteur et écrivain, et sa femme Valerie von Martens
- Rolf von Goth (1906–1981), acteur, réalisateur, lecteur
- Uwe Gronostay (1939–2008), chef de chœur et compositeur
- Georg Groscurth (1904–1944), médecin et résistant (avec Helene Lange)
- George Grosz (1893–1959), peintre et graphiste
- Wolfgang Gruner (1926–2002), cabaretier (Die Stachelschweine)
- Käthe Haack (1897–1986), actrice, avec sa fille Hannelore Schroth (1922–1987), actrice
- Thea von Harbou (1888–1954), écrivain et scénariste
- Maximilian Harden (1861–1927), journaliste et écrivain
- Alfred Helberger (1871–1946), peintre
- Rudolf Heltzel (1907–2005), peintre et sculpteur
- Frieda Hempel (1885–1955), chanteuse d'opéra
- Jo Herbst (1928–1980), cabaretier
- Hilde Hildebrand (1897–1976), actrice
- Paul Höffer (1895–1949), compositeur
- Walter Höllerer (1922–2003), poète
- Felix Hollaender (1867–1931), dramaturge, metteur en scène
- Claus Holm (1918–1996), acteur
- Maria Holst (1917–1980), actrice
- Arno Holz (1863–1929), poète et parolier  (relief de Kurt Isenstein)
- Hermann Jansen (1869–1945), architecte et urbaniste
- Curt Joël (1865–1945), homme politique
- Karl John (1905–1977), acteur
- Wolfgang Kaempfer (1923–2009), écrivain
- Arthur Kahane (1872–1932), écrivain
- Margarete Klose (1899–1968), Kammersängerin
- Hans-Werner Kock (1930–2003), journaliste, modérateur du Berliner Abendschau
- Georg Kolbe (1877–1947), sculpteur, peintre et graphiste
- Willi Kollo (1904–1988), compositeur et chef d'orchestre (fils de Walter Kollo)
- Wolfgang Kolneder (1943–2010), metteur en scène autrichien
- Victor de Kowa (1904–1973), acteur
- Michiko de Kowa-Tanaka (1909–1988), actrice et chanteuse
- August Kraus (1868–1934), sculpteur et peintre
- Helmut „Fiffi“ Kronsbein (1914–1991), entraîneur de football
- Frank Jürgen „Eff Jott“ Krüger (1948–2007), musicien de rock
- Kate Kühl (1899–1970), actrice
- Friedrich Kühne (1870–1958), acteur
- Eduard Künneke (1885–1953), compositeur, avec sa fille, Evelyn Künneke, chanteuse
- Helene Lange (1848–1930), pionnière du mouvement féministe, (Gertrud Bäumer in memoriam)
- Horst H. Lange (1924–2001), critique et historien de jazz
- Leopold Langstein (1876–1933), pédiatre
- Melvin Lasky (1920–2004), écrivain, éditeur Der Monat
- Frida Leider  (1888-1975), Kammersängerin
- Theodor Lewald (1860–1947), arbitre sportif
- Sigurd Lohde (1899–1977), acteur
- Loriot (1923–2011), humoriste, acteur et réalisateur
- Maria von Maltzan (1909–1997), biologiste et résistante
- Erich Marcks (1861–1938), historien
- Valérie von Martens (1894–1986), actrice
- Karl Heinz Martin (1886–1948), directeur du Hebbel-Theater
- Günter Meisner (1926–1994), acteur, réalisateur
- Erwin Milzkott (1913–1986), musicien
- Hermann Minkowski (1864–1909), mathématicien et physicien
- Oskar Minkowski (1858–1931), médecin interniste et physiologiste
- Hermann Müller (1885–1947), marathonien, marcheur, champion olympique
- Walter Neusel (1907–1964), boxeur
- Hildegard Ochse (1935–1997), photographe
- Heinz Otterson (1928–1979), peintre et sculpteur
- Albert Panschow (1861–1953), Stadtältester von Berlin
- Heinz Pehlke (1922–2002), cameramann
- Josef Pelz von Felinau (1895–1978), écrivain
- Ernst Pepping (1901–1981), compositeur
- Werner Peters (1918–1971), acteur et producteur de cinéma
- Joachim Piefke (1921–2003), Direktor der BVG
- Willibald Pschyrembel (1901–1987), gynécologue et auteur du lexique Pschyrembel
- Günter Rexrodt (1941–2004), homme politique (FDP)
- Horst-Eberhard Richter (1923–2011), psychanalyste
- Walter Richter (1905–1985), acteur
- Joachim Ringelnatz (1883–1934), écrivain
- Willi Rose (en) (1902–1978), acteur
- Ulrich Roski (1944–2003), Liedermacher (près de Paul Wegener)
- Oscar Sabo (1881–1969), acteur
- Hans Sahl (1902–1993), critique, écrivain, traducteur
- Oskar Sala (1910–2002), compositeur
- Willy Schaeffers (1884–1962), cabaretier
- Hermann Scheer (1944–2010), homme politique, récipiendaire du Right Livelihood Award (1999)
- Adolf Scheibe (1895–1958), physicien
- Paul Scheinpflug (1875–1937), chef d'orchestre
- Marcellus Schiffer (1892–1932), graphiste, peintre, chansonnier, librettiste
- Heinrich Schnee (1871–1949), gouverneur de l'Afrique orientale allemande, homme politique, M.d.R.
- Sigmar Schollak (1930–2012), journaliste, auteur de livres pour enfants et d'aphorismes
- Edith Schollwer (1904–2002), actrice (die letzte Insulanerin)
- August Scholtis (1901–1969), écrivain
- Gustav Scholz (1930–2000), boxeur
- Hans Scholz (1911–1988), écrivain, journaliste et peintre
- Hannelore Schroth (1922–1987), actrice
- Carl Schuhmann (1869–1946), athlète, champion olympique
- Johannes Heinrich Schultz (1894–1970), médecin, inventeur du training autogène
- Guido Seeber (1879–1940), cameraman
- Wolfgang Spier (1920–2011), réalisateur et acteur
- Leonard Steckel (1901–1971), acteur et directeur
- Harry Steier (1878–1936), chanteur d'opéra
- Max Steinthal (1850–1940), banquier, collectionneur d'art
- Otto Stoeckel (1873–1958), acteur
- Ludwig Suthaus (1906–1971), chanteur d'opéra
- Katharina Szelinski-Singer (1918–2010), sculptrice
- Rolf Szymanski (1928–2013), sculpteur
- Jakob Tiedtke (1875–1960), acteur
- Willy Trenk-Trebitsch, (1902–1983), acteur
- Franz Ullstein (1868–1945), tombe des architectes Ernst Lessing et Max Bremer, sculpture de Josef Thorak
- Alexander Voelker (1913–2001), homme politique (SPD), Stadtältester von Berlin
- Walter Volle (1913–2002), rameur, champion olympique, responsable sportif
- Eduard Wandrey (1899–1974), acteur
- Paul Wegener (1874–1948), acteur
- Kurt Wegner (1898–1964), homme politique
- Grethe Weiser (1903–1970), actrice
- Stefan Wewerka (1928–2013), sculpteur, architecte et designer
- Dorothea Wieck (1908–1986), actrice
- Agnes Windeck (1888–1975), actrice
- Hans Maria Wingler (1920–1984), historien d'art
- Jürgen Wohlrabe (1936–1995), homme politique, distributeur de films
- Klausjürgen Wussow (1929–2007), acteur
- Klaus von Wysocki (1925–2012), économiste
- Augusta von Zitzewitz (1880–1960), peintre et graphiste

### Anciennes tombes
- Alfred Abel (1879–1937), acteur
- Gertrud Bindernagel, (1894–1932), Kammersänger
- Leo Blech (1871–1958), compositeur et chef d'orchestre
- Martha Blech-Frank (1871-1962), chanteuse d'opéra
- Edmund Edel (1863–1934), artiste et cinéaste
- Julius Elias (1861–1927), écrivain
- Karl Hofmann (1870–1940), chimiste
- Hans Junkermann (1872–1943), acteur
- Hans Lohmeyer (1881–1968), maire de Königsberg (1919–1933)
- Edmund Meisel (1894–1930), compositeur
- Hella Moja (1896–1951), actrice
- Hans Joachim Moser (1889–1967), musicologue
- Hans Nielsen (1911–1965), acteur
- Richard Pribram (1847–1928), chimiste
- Arnold Schering (1877–1941), musicologue
- Georg Süßenguth, (1862–1947), architecte
- August Vogel (1859–1932), sculpteur
- Hermann Zangemeister (1874 - 1937), président du Berliner Nordsüdbahn AG et directeur du BVG

## Accès
La station de métro Olympia-Stadion, où passe la ligne 2 du métro de Berlin, est située devant le cimetière.